# Финска на Европском првенству у атлетици у дворани 1970.
Финска је учествовала на 1. Европском првенству у атлетици у дворани 1970. одржаном у Бечу, Аустрија, 14. и 15. марта. У првом учешћу на европским првенствима у дворани репрезентацију Финске представљала су 4 атлетичара  (4 м и 0 ж) који су се такмичили у исто толико дисциплина.
У укупном пласману Финска је са освојеном једном бронзаном медаљом делила 12. место са Југославијом и Холандијом. Медаља је освојена у мушкој конкуренцији где је делила 11. место са Југославијом .
У табели успешности (према броју и пласману такмичара који су учествовали у финалним такмичењима (првих 8 такмичара) Финска је са једним учесником у финалу заузела 16 место са 6 бодова, од 23 земље које су имале представнике у финалу. На првенству су учествовале 24 земље чланице ЕАА. Једино Турска није имала представника у финалу.
| Плас. | Земља  | 1. место | 2. место | 3. место | 4. место | 5. место | 6. место | 7. место | 8. место | Бр. финал. - Бод. |
| ----- | ------ | -------- | -------- | -------- | -------- | -------- | -------- | -------- | -------- | ----------------- |
| 16.   | Финска | 0        | 0        | 1—6      | 0        | 0        | 0        | 0        | 0        | 1—6               |

## Освајачи медаља
- Бронза

1. Јарко Тапола  — 60 метара

## Резултати

### Мушкарци
| Атлетичар     | Дисциплина | Лични рекорд | Квалификације | Квалификације  | Полуфинале | Полуфинале    | Финале           | Финале | Детаљи |
| Атлетичар     | Дисциплина | Лични рекорд | Резултат      | Место          | Резултат   | Место         | Резултат         | Место  | Детаљи |
| ------------- | ---------- | ------------ | ------------- | -------------- | ---------- | ------------- | ---------------- | ------ | ------ |
| Јарко Тапола  | 60 м       |              | 6,9           | 3 уг гр 1 (КВ) | 6,8        | 2 у пф 2 (КВ) | 6,7              |        |        |
| Сепо Туоминен | 3.000 м    |              | 8:09,6        | 6 уг гр 1      |            |               | Није се пласирао | 10/13. |        |
| Рејло Вехеле  | скок увис  |              |               |                |            |               | 2,11             | 10/18  |        |
| Хану Киесола  | скок удаљ  |              |               |                |            |               | 5,00             | 19/19  |        |